# Ordine de succesiune
Ordinea de succesiune sau dreptul de succesiune este linia persoanelor îndreptățite să ocupe o înaltă funcție atunci când devine vacantă, de exemplu șef de stat, sau o onoare, de exemplu un titlu nobiliar. Această succesiune poate fi reglementată prin descendență sau prin statut.